# Diecezja Osório
Diecezja Osório (łac. Dioecesis Osoriena) – diecezja Kościoła rzymskokatolickiego w Brazylii. Należy do metropolii Porto Alegre wchodzi w skład regionu kościelnego Sul 3. Została erygowana przez papieża Jan Pawła II bullą Apostolicum supremi w dniu 10 listopada 1999.